# Robertsfors

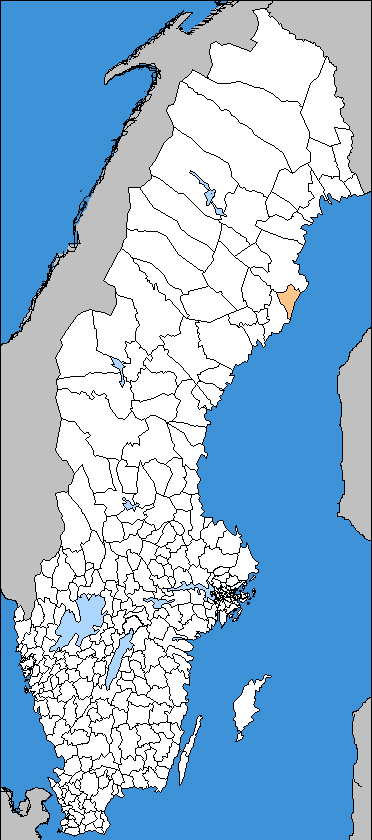
Robertsfors.

Robertsfors es un municipio de la provincia de Västerbotten, al norte de Suecia. Comprende un área de 1.298,0 km² y cuenta con una población de 7.307 habitantes, de los que 3.670 son hombres, y 3.637 mujeres. La densidad de población es de 6 hab./km². 
La sede del gobierno local está en Robertsfors, con unos 2.000 habitantes. Otras poblaciones importantes del municipio son Bygdeå y Ånäset.